# 茹拉夫卡农村居民点 (别尔哥罗德州)
茹拉夫卡农村居民点（俄语：Журавское сельское поселение）是俄罗斯联邦别尔哥罗德州普洛霍罗夫卡区所属的一个农村居民点。其下辖有9个居民点，行政中心为第一茹拉夫卡。据2016年统计，该农村居民点的人口为1220人。